# Amatørdetektiven
Amatørdetektiven er en stumfilm fra 1921 instrueret af Lau Lauritzen Sr. efter manuskript af A.V. Olsen.